# Feltria
Feltria (лат.) — род тромбидиформных водяных клещей, единственный в составе семейства Feltriidae из надсемейства Hygrobatoidea (Parasitengona, Prostigmata). Австралия.

## Описание
Микроскопического размера клещи (самки около 1 мм). Дорзум со склеротизациями, варьирующимися от разбросанных пластинчатых образований до полного спинного щитка; как правило, брюшко между Cx-IV и генитальным полем с двумя парами железистых гландулярий, расположенных поперечной линией; P2 без штыреобразной щетинки. Ацетабулярии Ac многочисленные на больших пластинах, окружающих гонопор; у неотропических видов самцы с большой спинной пластиной, а самки имеют несколько спинных пластин.  Гнатосома имаго с нехелатными пальпами; голени длиннее genua. Хелицеры 2-сегментные.
Коксальные пластины расположены в четырех группах по две в каждой. У самцов коксальные пластины часто находятся очень близко друг к другу. На ногах и лапках самцов нет плавательных волосков, которые обычно имеют половое дифференцирование.
Обитают в родниках и ручьях, в том числе в гипореальных местах обитания, по всей Евразии и Северной Америке. Самая южная запись о семействе в Новом Свете относится к виду F. anahoffmannae Cramer из ручья на вулкане Попокатепетль недалеко от Мехико. Личинки Feltria являются паразитами комаров Chironomidae.

## Систематика
Известно 115 видов в двух подродах (Feltria Koenike, 1892 и Feltriella Viets, 1930). Род Feltria был впервые описан в 1892 году немецким зоологом Ferdinand Heinrich Wilhelm Koenike (1854—1924), выделен в отдельное семейство Feltriidae K. Viets, 1926 (=Fetlriidae). Ранее в состав семейства Feltriidae включали род Kongsbergia Thor, 1899, позднее перенесённый в Aturidae.
- Feltria aculeata Tuzovskij & Semenchenko, 2009[11]
- Feltria altaiensis Tuzovskij, 2022[12]
- Feltria airoloensis Rensburg, 1971
- Feltria amplexa Motas & Tanasachi, 1944
- Feltria amurensis[13][14]
- Feltria asiatica Tuzovskij, 1983
- Feltria baderi Özkan, 1982
- Feltria balneatoris Pešić & Panesar, 2008[15]
- Feltria bispinosa Angelier, 1950
- Feltria brevipes Walter, 1907
- Feltria celtica Motas & Tanasachi, 1957
- Feltria clipeata Piersig, 1898
- Feltria conica Imamura, 1957
- Feltria conjuncta K. O. Viets, 1955
- Feltria cornuta Walter, 1927
- Feltria curviseta Cook, 1961
- Feltria denticulata E. Angelier, 1949
- Feltria disjuncta Walter, 1947
- Feltria fossea Rensburg, 1971
- Feltria gereckei Pešić & Panesar, 2008[15]
- Feltria golatensis Rensburg, 1971
- Feltria halberti Motas & Tanasachi, 1957
- Feltria handschini Bader, 1975
- Feltria himachali Pešić & Panesar, 2008[15]
- Feltria inconstans Bader, 1975
- Feltria indica Pešić & Panesar, 2008[15]
- Feltria insolita Walter, 1947
- Feltria ishikariensis Imamura, 1954[16][17]
- Feltria japonica (Imamura, 1954) Pešić, 2014[18]
- Feltria jeltulakensis Tuzovskij, 2022[12]
- Feltria kulluis Pešić & Panesar, 2008[15]
- Feltria kuluensis Tuzovskij, 1988
- Feltria laversi Cook, 1961
- Feltria longipalpis (Lundblad, 1941)
- Feltria lundbladi Cook, 1961
- Feltria magadanica Tuzovskij, 1988[19]
- Feltria major Cook, 1961
- Feltria menzeli Walter, 1922
- Feltria minutissima Bader, 1975
- Feltria mira (Motas & Tanasachi, 1948)
- Feltria montana Tuzovskij[20]
- Feltria montanensis Cook, 1961
- Feltria motasi Schwoerbel, 1961
- Feltria nusbaumi Schechtel, 1910
- Feltria oedipoda K. H. Viets, 1922
- Feltria oregonensis Cook, 1961
- Feltria papillosa Tuzovskii, 1999[21]
- Feltria pectinifera Szalay, 1946
- Feltria phreaticola Schwoerbel, 1959
- Feltria piersigi Walter, 1922
- Feltria plana Cook, 1970[22]
- Feltria raetica Bader, 1975
- Feltria rouxi Walter, 1907
- Feltria rubra Piersig, 1898
- Feltria rubrella Tuzovskij, 2022[12]
- Feltria sannae Pešić & Panesar, 2008[15]
- Feltria schusteri Bader, 1974
- Feltria schwoerbeli Pešić & Panesar, 2008[15]
- Feltria sokolovi Tuzovskij, 1988[19]
- Feltria stygophila Walter, 1947
- Feltria subterranea K. H. Viets, 1937
- Feltria testudo Cook, 1970[22]
- Feltria torrenticola Uchida, 1934
- Feltria tsemberae Tuzovskij, 1999[21]
- Feltria tuzovskyi Pešić & Panesar, 2008[15]
- Feltria ursulae Bader, 1975
- Feltria ussuriensis Tuzovskij & Semenchenko, 2009[11]
- Feltria virginiensis Cook, 1963[23]
- Feltria wyomingensis Cook, 1970[22]
- другие виды

## Распространение
Неарктика, Неотропика, Палеарктика.